# Psittacara
Psittacara — рід папугоподібних птахів родини папугових (Psittacidae). Представники цього роду мешкають в Америці. Раніше їх відносили до роду Аратинга (Aratinga), однак за результатами молекулярно-генетичного дослідження їх було переведено до відновленого роду Psittacara.

## Види
Виділяють тринадцять видів, включно з одним вимерлим:
- Аратинга зелений (Psittacara holochlorus)
- Аратинга сокорський (Psittacara brevipes)
- Аратинга червоногорлий (Psittacara rubritorquis)
- Аратинга гватемальський (Psittacara strenuus)[11]
- Аратинга колумбійський (Psittacara wagleri)
- Аратинга андійський (Psittacara frontatus)[12]
- Аратинга червонощокий (Psittacara mitratus)
- Аратинга червоноголовий (Psittacara erythrogenys)
- Аратинга червонолобий (Psittacara finschi)
- Аратинга венесуельський (Psittacara leucophthalmus)
- Аратинга кубинський (Psittacara euops)
- Аратинга гаїтянський (Psittacara chloropterus)
- †Аратинга пуерто-риканський (Psittacara maugei)[13]

За писемними свідченнями відомий також вимерлий вид Psittacara labati, однак решток цього птаха не збереглося і тому статус цього виду є невизначеним.